# 具臺晟
具 臺晟（ク・デソン、朝: 구대성、1969年8月2日 - ）は、大韓民国大田広域市出身の元プロ野球選手（投手）、野球指導者。
現役時代には、韓国プロ野球（KBO）・メジャーリーグベースボール（MLB）・日本プロ野球（NPB）・オーストラリアン・ベースボールリーグ（ABL）でのプレーを経験した。

## 経歴

### プロ入り前
大田高等学校への在学中に、韓国高校選抜として来日。大阪府（大阪スタヂアム）や鳥取県などで開かれた試合に登板した。漢陽大学校へ進学。

### ピングレ・第一次ハンファ時代
1993年シーズンからピングレ・イーグルス（現在のハンファ・イーグルス）に入団。公式戦で先発投手に起用。しかし、大学時代から抱えていた右肩の故障の影響で、あまり活躍できなかった。
1994年からは、主にクローザーとして活躍。1996年には、最多勝利・最優秀救援投手・最優秀選手賞のタイトルを獲得した。
2000年シドニーオリンピックには、韓国代表の一員として参加。日本代表との対戦で日本打線を2度にわたって抑え込むなどの好投で、銅メダル獲得に貢献した。

### オリックス時代
2001年にオリックス・ブルーウェーブへ入団。シーズン当初は、150kmのストレートと高速スライダーを武器に、一軍公式戦でクローザーに起用。しかし、不安定な投球が続いたため、シーズン途中から先発へ転向した。一軍公式戦全体では、51試合に登板。7勝9敗10セーブ、防御率4.06という成績を残した(先発では9試合3勝4敗防御率3.41)。
2002年には、スローカーブなどによって緩急を付ける投球スタイルに変更、チーム打率.235と著しく低迷した打線の影響で勝ち星は5勝しか上げられなかったものの、防御率は金田政彦の2.50に次ぐパシフィック・リーグ2位の2.52。2003年には、故障の影響で、一軍公式戦への登板が19試合にとどまる。
2004年には、起用法を巡って、伊原春樹新監督やフロントと対立した。シーズン終盤には、ブルーウェーブによる大阪近鉄バファローズの吸収合併が決定。ブルーウェーブとして最後の公式戦になった9月27日の対大阪近鉄戦（ヤフーBBスタジアム）では、先発を任されると、ブルーウェーブの勝利によってチーム最後の勝利投手になった。一軍公式戦全体では、来日後の最多の3完投、6勝10敗、防御率4.32。シーズン終了後には、具自身のメジャー挑戦の意思が強く、契約に至らなかった。

### メッツ時代
2005年に、ニューヨーク・メッツとスプリット契約を締結。後にメジャーへ昇格すると、公式戦の序盤に中継ぎ要員として活躍した。しかし、シーズン中盤からマイナーに降格すると、シーズン終了後に契約を解除された。同年オフにはブルーウェーブの後身であるオリックス・バファローズが具との再契約を検討したが、これは実現しなかった。

### 第二次ハンファ時代
2006年3月にハンファへ復帰する。開幕前に第1回WBCの韓国代表に選出された。同大会では1次リーグの日本戦では、2イニングを完璧に抑えた末に、勝利投手になった。2次リーグでも日本戦の9回に登板したが、西岡剛にソロ本塁打を打たれ、チーム唯一の失点となる。なお、準決勝では故障で登板を回避している。
2007年には、KBO史上2人目の個人通算200セーブを達成。2008年には、故障で開幕に出遅れ中継ぎに回る。2009年は中継ぎを中心チームおよび自己最多の71試合に登板、チームが最下位でシーズンを終えたことから、推定年俸2億ウォン（1億ウォン減）で契約を更改した。
2010年8月15日に、同年のシーズン限りでKBOから引退することを発表。8月22日の記者会見では、オーストラリアン・ベースボールリーグのシドニー・ブルーソックスで現役を続ける意向を示した。9月3日の対サムスン・ライオンズ戦に先発し、先頭打者の趙東贊をセンターフライに打ち取って降板。この試合がKBOでの引退試合になった。

### シドニー時代
2010-11シーズンに、12セーブでリーグ最多セーブのタイトルを獲得した。2011年12月には、リーグのオールスター戦に世界選抜として出場。セーブを記録した。
2011-12シーズンにも、8セーブで2年連続最多セーブのタイトルを獲得。2012年11月に韓国・社稷野球場で開催されたアジアシリーズ2012に、パース・ヒートの一員として出場した。
2012-13シーズンには、18試合に登板。防御率2.89ながら、勝利・セーブとも記録できなかった。しかし、2013-14シーズンには、11セーブで2年振り3度目の最多セーブに到達。2014-15シーズンには、15試合の登板で、0勝1敗4セーブ、防御率2.12という成績を残した。
2015-16シーズンに、ロースターを外れたことから、現役生活に事実上終止符を打った。
2016-17シーズンからは、シドニーの投手コーチを務める。

### ジーロング時代
2018-2019シーズン、オーストラリアン・ベースボールリーグに加盟する全員韓国人選手で構成されるジーロング・コリアの監督を務めた。
2023年1月17日、2018-2019シーズンに監督を務めたジーロングで現役復帰することを発表した。1月19日、7点ビハインドという場面で登板し、1回を無安打無失点2三振で無失点に抑え、シーズン終了までチームに帯同した。

### 現役引退後
2024年より韓国のSBSスポーツで野球解説を務める。

## 詳細情報

### 年度別投手成績
| 年 度     | 球 団             | 登 板 | 先 発 | 完 投 | 完 封 | 無 四 球 | 勝 利 | 敗 戦 | セ 丨 ブ | ホ 丨 ル ド | 勝 率 | 打 者 | 投 球 回 | 被 安 打 | 被 本 塁 打 | 与 四 球 | 敬 遠 | 与 死 球 | 奪 三 振 | 暴 投 | ボ 丨 ク | 失 点 | 自 責 点 | 防 御 率 | W H I P |
| --------- | ----------------- | ----- | ----- | ----- | ----- | -------- | ----- | ----- | -------- | ----------- | ----- | ----- | -------- | -------- | ----------- | -------- | ----- | -------- | -------- | ----- | -------- | ----- | -------- | -------- | ------- |
| 1993      | ビングレ ハンファ | 6     | 5     | 0     | 0     | 0        | 2     | 1     | 0        | 0           | .667  | 89    | 21.1     | 18       | 0           | 12       | 0     | 0        | 11       | 0     | 0        | 6     | 6        | 2.53     | 1.41    |
| 1994      | ビングレ ハンファ | 34    | 9     | 2     | 0     | 0        | 7     | 8     | 12       | 0           | .467  | 500   | 121.0    | 89       | 8           | 58       | 8     | 4        | 128      | 3     | 1        | 42    | 35       | 2.60     | 1.22    |
| 1995      | ビングレ ハンファ | 47    | 12    | 6     | 0     | 0        | 4     | 14    | 18       | 0           | .222  | 660   | 155.0    | 127      | 18          | 72       | 6     | 11       | 161      | 7     | 0        | 77    | 61       | 3.54     | 1.28    |
| 1996      | ビングレ ハンファ | 55    | 2     | 1     | 0     | 0        | 18    | 3     | 24       | 0           | .857  | 521   | 139.0    | 79       | 7           | 27       | 3     | 6        | 183      | 2     | 0        | 32    | 29       | 1.88     | 0.76    |
| 1997      | ビングレ ハンファ | 47    | 0     | 0     | 0     | 0        | 8     | 8     | 25       | 0           | .500  | 417   | 102.2    | 65       | 7           | 41       | 7     | 8        | 134      | 5     | 0        | 38    | 36       | 3.16     | 1.03    |
| 1998      | ビングレ ハンファ | 59    | 2     | 0     | 0     | 0        | 8     | 7     | 24       | 0           | .533  | 500   | 123.2    | 87       | 5           | 52       | 6     | 5        | 129      | 5     | 1        | 45    | 35       | 2.55     | 1.12    |
| 1999      | ビングレ ハンファ | 55    | 5     | 0     | 0     | 0        | 8     | 9     | 26       | 0           | .471  | 503   | 119.1    | 95       | 13          | 48       | 5     | 5        | 138      | 5     | 1        | 44    | 41       | 3.09     | 1.20    |
| 2000      | ビングレ ハンファ | 48    | 7     | 0     | 0     | 0        | 6     | 7     | 21       | 0           | .462  | 540   | 133.1    | 98       | 13          | 47       | 2     | 8        | 136      | 4     | 0        | 47    | 41       | 2.77     | 1.09    |
| 2001      | オリックス        | 51    | 9     | 1     | 0     | 0        | 7     | 9     | 10       | --          | .438  | 544   | 126.1    | 96       | 14          | 71       | 3     | 4        | 143      | 3     | 0        | 58    | 57       | 4.06     | 1.32    |
| 2002      | オリックス        | 22    | 22    | 1     | 0     | 0        | 5     | 7     | 0        | --          | .417  | 608   | 146.1    | 122      | 13          | 47       | 1     | 3        | 144      | 3     | 0        | 45    | 41       | 2.52     | 1.16    |
| 2003      | オリックス        | 19    | 19    | 0     | 0     | 0        | 6     | 8     | 0        | --          | .429  | 522   | 113.2    | 131      | 23          | 51       | 0     | 7        | 118      | 2     | 0        | 72    | 63       | 4.99     | 1.60    |
| 2004      | オリックス        | 18    | 18    | 3     | 0     | 0        | 6     | 10    | 0        | --          | .375  | 502   | 116.2    | 105      | 24          | 44       | 0     | 8        | 99       | 2     | 0        | 65    | 56       | 4.32     | 1.28    |
| 2005      | NYM               | 33    | 0     | 0     | 0     | 0        | 0     | 0     | 0        | 6           | ----  | 106   | 23.0     | 22       | 2           | 13       | 1     | 2        | 23       | 0     | 0        | 12    | 10       | 3.91     | 1.52    |
| 2006      | ハンファ          | 59    | 0     | 0     | 0     | 0        | 3     | 4     | 37       | 1           | .429  | 282   | 69.1     | 56       | 4           | 18       | 7     | 5        | 76       | 0     | 0        | 17    | 14       | 1.82     | 1.07    |
| 2007      | ハンファ          | 43    | 0     | 0     | 0     | 0        | 1     | 6     | 26       | 0           | .143  | 173   | 42.1     | 41       | 3           | 12       | 1     | 0        | 37       | 2     | 0        | 17    | 15       | 3.19     | 1.25    |
| 2008      | ハンファ          | 38    | 0     | 0     | 0     | 0        | 2     | 3     | 0        | 9           | .400  | 167   | 41.1     | 39       | 2           | 14       | 2     | 2        | 29       | 1     | 0        | 17    | 16       | 3.48     | 1.28    |
| 2009      | ハンファ          | 71    | 0     | 0     | 0     | 0        | 0     | 0     | 1        | 8           | ----  | 224   | 55.2     | 54       | 5           | 11       | 1     | 3        | 56       | 1     | 0        | 24    | 23       | 3.72     | 1.17    |
| 2010      | ハンファ          | 7     | 1     | 0     | 0     | 0        | 0     | 1     | 0        | 0           | .000  | 25    | 4.2      | 7        | 2           | 3        | 0     | 0        | 3        | 0     | 0        | 6     | 5        | 9.64     | 2.14    |
| KBO：13年 | KBO：13年         | 569   | 43    | 9     | 0     | 0        | 67    | 71    | 214      | 18          | .486  | 4601  | 1128.2   | 855      | 87          | 415      | 48    | 57       | 1221     | 35    | 3        | 412   | 357      | 2.85     | 1.13    |
| NPB：4年  | NPB：4年          | 110   | 68    | 5     | 0     | 0        | 24    | 34    | 10       | --          | .414  | 2176  | 503.0    | 454      | 74          | 213      | 4     | 22       | 504      | 10    | 0        | 240   | 217      | 3.88     | 1.33    |
| MLB：1年  | MLB：1年          | 33    | 0     | 0     | 0     | 0        | 0     | 0     | 0        | 6           | ----  | 106   | 23.0     | 22       | 2           | 13       | 1     | 2        | 23       | 0     | 0        | 12    | 10       | 3.91     | 1.52    |

- 各年度の太字はリーグ最高

### タイトル
KBO
- 最多勝利：1回 （1996年）
- 最優秀防御率：2回 （1996年、2000年）
- 最優秀救援：1回 （1996年）

### 表彰
KBO
- MVP：1回 （1996年）
- ゴールデングラブ賞：1回 （1996年）
- 韓国シリーズMVP：1回 （1999年）

### 記録
NPB
- 初登板：2001年3月24日、対福岡ダイエーホークス1回戦（福岡ドーム）、9回裏に4番手で救援登板・完了、1回無失点
- 初奪三振：同上、9回裏に大野倫から空振り三振
- 初セーブ：2001年4月1日、対千葉ロッテマリーンズ2回戦（千葉マリンスタジアム）、8回裏に5番手で救援登板・完了、2回無失点
- 初先発・初完投：2001年8月6日、対西武ライオンズ19回戦（西武ドーム）、8回1失点で敗戦投手
- 初先発勝利：2001年9月8日、対西武ライオンズ26回戦（西武ドーム）、8回無失点
- 初完投勝利：2004年7月8日、対千葉ロッテマリーンズ16回戦（千葉マリンスタジアム）、9回2失点
- オールスターゲーム出場：1回 （2001年）

### 背番号
- 15 （1993年 - 2000年、2002年 - 2004年、2006年 - 2010年途中、2018年）
- 18 （2001年）
- 17 （2005年）
- 30 （2010年途中 - 2013年）
- 45 （2014年 - 2015年）
- 43 （2023年 - ）

### 代表歴
- 2000年シドニーオリンピックの野球競技・韓国代表
- 2006 ワールド・ベースボール・クラシック韓国代表